# Wäschbach (Seebach)
Der Wäschbach ist ein Bach im rheinhessischen Wonnegau. Er entspringt im Westen Ober-Flörsheims und durchfließt zunächst diesen Ort in Richtung Osten. Nach 1,32 km Fließstrecke und 4,08 km² entwässertem Einzugsgebiet nimmt er von rechts und Süden den 1,34 km langen und mit 10,08 km² ein deutlich größeres Einzugsgebiet entwässernden Bach vom Heiligkreuzberg auf. Nach insgesamt 3,21 km und 17,07 km² EZG fließt er unmittelbar westlich Gundersheims mit dem von links und Norden kommenden Böllenbach zum Altbach zusammen, der in der Gewässerstationierung als Abschnitt des Seebachs eingestuft wird, jedoch erst nach weiteren fünf Kilometern in östliche Richtung, in Westhofen, in den dort erst 700 m langen, aber durch eine artesische Quelle recht beständig Wasser führenden, eigentlichen Seebach mündet. 
Der Altbach fließt durch Gundersheim, unter der Bundesautobahn 61 hindurch in ein (versumpftes) Regenrückhaltebecken. Nur noch wenig Wasser fließt aus dem Regenrückhaltebecken in Richtung Westhofen. Hier fließt der Bach, entlang des alten Ortskernes an mehreren alten Mühlen vorbei, bevor er schließlich östlich des alten Ortskerns von Westhofen in den Seebach mündet.